# شصريهن (حديبو)

تعديل مصدري - تعديل

شصريهن هي إحدى قرى مديرية حديبو التابعة لمحافظة سقطرى، بلغ تعداد سكانها 81 نسمة حسب تعداد اليمن لعام 2004.